# 스르잔 므르발레비치
스르잔 므르발레비치(Срђан Мрваљевић, Srđan Mrvaljević, 1984년 5월 16일~)는 몬테네그로의 전직 유도 선수이다. 2008년, 2012년, 2016년 하계 올림픽에 참가했고 세계 유도 선수권 대회에서 은메달 1개를 획득했다.